# 洛杉矶国际车展
洛杉矶国际车展（英語：Los Angeles Auto Show）是美国加利福尼亚州洛杉矶举办的汽车展览，首次举办是在1907年，会场是洛杉矶会展中心，该车展已经经过国际认可，对公众开放的十天，每年用760,000平方英尺（71,000平方米）的展览空间。

## 沿革
1907年，加利福尼亚州的洛杉矶举办了车展，展出99辆车，会场是莫里的溜冰场。到1920年，会场经过了4次更换，以满足人们日益增加的购车需求。1929年，曾经发生电路起火，导致100万美元的损失。
1930年代，正值第二次世界大战，汽车展览在从1940年到1951年被迫取消。1952年，汽车展览重开开启，在泛太平洋大礼堂举行，152辆车参展。

## 届次
| 开始日期       | 闭幕日期 | 场地           | 备注        |
| -------------- | -------- | -------------- | ----------- |
| 2012年11月30日 | 12月9日  | 洛杉矶会展中心 | [ 1 ] [ 2 ] |
| 2011年11月18日 | 11月27日 | 洛杉矶会展中心 |             |
| 2010年11月19日 | 11月28日 | 洛杉矶会展中心 | [ 3 ] [ 4 ] |
| 2009年12月4日  | 12月13日 | 洛杉矶会展中心 |             |
| 2008年11月21日 | 11月30日 | 洛杉矶会展中心 |             |
| 2007年11月16日 | 11月25日 | 洛杉矶会展中心 |             |
| 2006年11月29日 | 12月10日 | 洛杉矶会展中心 |             |